# Daucus setulosus
Espèce
Daucus setulosus est une espèce de plantes à fleurs annuelles de la famille des Apiaceae et du genre Daucus, répandue dans la partie nord-est de la région méditerranéenne.

## Taxonomie
L'espèce est décrite en premier par Augustin Pyramus de Candolle en 1830, qui la classe dans le genre Daucus sous le nom binominal Daucus setulosus, dans son ouvrage (la) Prodromus systematis naturalis regni vegetabilis, vol. 4 (lire en ligne), p. 211, ; il la décrit alors à partir de matériel recueilli en Italie par Giovanni Gussone, auquel il attribue l'autorité du nom.
Daucus setulosus a pour synonymes :
- Daucus arenicola Pancic ex Boiss., 1872[2]
- Daucus ponticus Velen., 1890[2]
- Daucus scabrosus Bertero ex DC., 1830[2]
- Daucus speciosus Ces., 1837[1]

Daucus setulosus est parfois considéré comme un synonyme de Daucus guttatus,. Cependant, une étude moléculaire et morphologique de 2016 affiche clairement que ce sont deux espèces différentes,.

## Description

### Appareil végétatif
La tige est dressée ou ascendante ; elle est, sur les nœuds et, plus bas, ordinairement aussi entre les nœuds, revêtue de longs poils blancs sétacés. Daucus setulosus possède une combinaison de caractères très stable et distinctifs permettant une reconnaissance facile. Parmi ceux-ci, la plupart des bractées sont divisées en 4 à 8 segments latéraux très étroits (parfois partiellement divisés en deux pennes) ; parfois, très peu de bractées entières ou triséquées sont également présentes ; le segment apical est linéaire-triangulaire ou étroitement elliptique, à peu près aussi long que les segments supérieurs latéraux.

### Appareil reproducteur
Les folioles de l'involucre sont très étroites, subulées et allongées ; les involucelles ont les folioles intérieures presque entièrement blanches-membraneuses. Les pétales sont rayonnants, ordinairement blancs, et l'inflorescence est à la fin contractée. Très occasionnellement, certains individus présentent des ombelles avec toutes les bractées triséquées, ce qui peut entraîner des erreurs d'identification. En général, ces individus sont des plantes naines avec des segments très étroits. Les bractées peuvent être égales voire largement supérieures au périmètre de l'ombelle. Les ombelles fleuries produisent des fleurs foncées dans les ombellules de la zone centrale, et très souvent, seules une à quatre ombellules sont responsables de la tache foncée centrale, qui est relativement petite par rapport à Daucus bicolor. Habituellement, les fleurs de chaque ombelle ne deviennent pas toutes de couleur foncée. En général, les rayons de l'ombelle sont très densément poilus, bien que l'indumentum soit un peu plus dense dans le tiers apical et plus lâche ou presque absent juste à la base (1/4-1/8) du rayon. 
Les méricarpes sont petits, d'environ 2,0 à 3,0 mm de long (sans compter le style) et de 0,5 à 1,0 mm de large (sans compter la crête basale). Chaque nervure secondaire produit 5 à 11 épines, la nervure centrale (à l'exclusion de la crête) étant 1,5 à 3 fois plus longue que la largeur du méricarpe. Les crêtes basales sont étroites chez les fruits mûrs, de 0,2 à 0,3 mm de large).

## Répartition
Cette espèce est originaire des côtes de l'est de la Méditerranée, et de la Mer Noire. Ainsi, elle est indigène en Bulgarie, Grèce, Italie, Liban, Libye, Roumanie, Syrie et Turquie,.